# Phalacrus dieckmanni
Phalacrus dieckmanni là một loài bọ cánh cứng trong họ Phalacridae. Loài này được Vogt miêu tả khoa học năm 1967.